# Creu del Roser
La Creu del Roser és una creu de terme de Bagà (Berguedà) situada a l'entrada del nucli urbà, prop del Pont del Roser.
Va ser bastida pels volts del 1760 al peu de l'antic camí Ral i a prop del torrent i el pont del Roser. Als anys 1950 l'antiga creu va ser substituïda pel l'actual. És una de les creus més antigues que es conserven a la vila.
La creu està situada sobre una columna de secció octogonal de 85 cm de diàmetre i 2 m d'alçada, que està suportada per una base que forma tres esglaons decreixents i circulars. El que suporta la columna és una base de pedra. La part inferior de la columna té una anella de ferro. La creu actual és de ferro forjat (90 x 40 cm) confeccionada amb tub de ferro de secció quadrada de poc gruix i fent filigranes al voltant de la creu.